# Бориспільська вулиця (Київ)
Бори́спільська ву́лиця — вулиця в Дарницькому районі міста Києва, місцевості Нова Дарниця, Рембаза. Пролягає від Привокзальної вулиці (як її продовження) до межі міста (прилучається до Бориспільського шосе).
Прилучаються вулиці Приколійна, Степана Голованьова, Ісмаїла Гаспринського, Севастопольська, Геннадія Афанасьєва, Санаторна, Новодарницька, Вереснева, провулки Ігоря Качуровського, Надії Світличної, вулиці Отамана Зеленого, Академіка Горбунова, проїзд до Поліського провулка, вулиця Антоненка-Давидовича та Старобориспільська вулиця.

## Історія
Вулиця виникла в 1-й половині XX століття вздовж старого шляху на Бориспіль, мала назву (1-ша) Олексіївська. У деяких документах, зокрема, на картосхемі міста 1935 року вулиця позначена як частина вулиці 3-го Інтернаціоналу (разом із теперішніми вулицями Євгена Сверстюка, Празькою і назабудованим шляхом крізь нинішнє Соцмісто). Сучасна назва — з 1938 року, на честь міста Бориспіль.

## Установи та заклади
- Київський медичний університет;
- Київський м'ясокомбінат;
- Дарницьке відділення КМФ ПАТ «Укрсоцбанк»;
- Київський радіозавод (буд. № 9);
- Дарницький ринок;
- Київський коледж комп'ютерних технологій та економіки НАУ;
- Дарницький районний територіальний центр комплектування та соціальної підтримки (військкомат);
- Автобусний парк № 7, зразок радянського модернізму (№ 15)
- Стадіон «Вимпел» (буд. № 30-а).

### Релігійні заклади

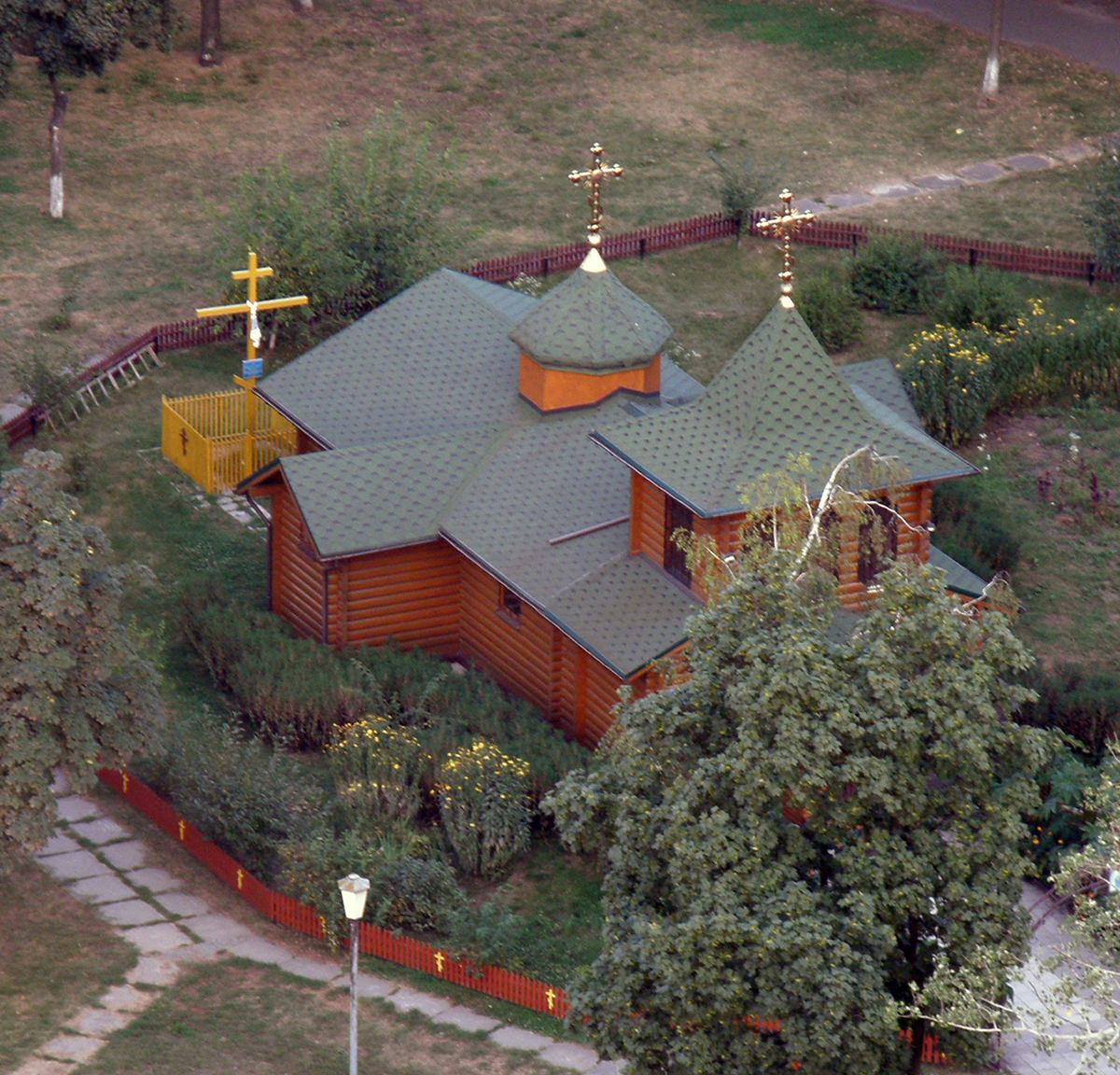
Церква святої Катерини

У сквері імені Павла Горянського (між вулицями Бориспільською, Геннадія Афанасьєва та Санаторною) знаходиться церква святої великомучениці Катерини. Храм зведено з дерева за типовим проєктом; конфесійно належить Православній церкві України.

## Пам'ятники
На території заводів, розташованих по Бориспільській вулиці, було два пам'ятника Леніну: один — на території заводу «Будмаш» (буд. № 7), другий — на території радіозаводу (буд. № 9, відкрито в 1977 році; бронза; скульптор Макар Вронський, архітектор Василь Гнєздилов, демонтовано в першій половині 2015 року).
Біля будинку № 17 у 1999 році відкрито пам'ятний знак на місці Дарницького концтабору.

Пам'ятник Леніну на території заводу «Будмаш»
Пам'ятник Леніну на території радіозаводу
Пам'ятний знак на місці Дарницького концтабору (№ 17)

## Галерея

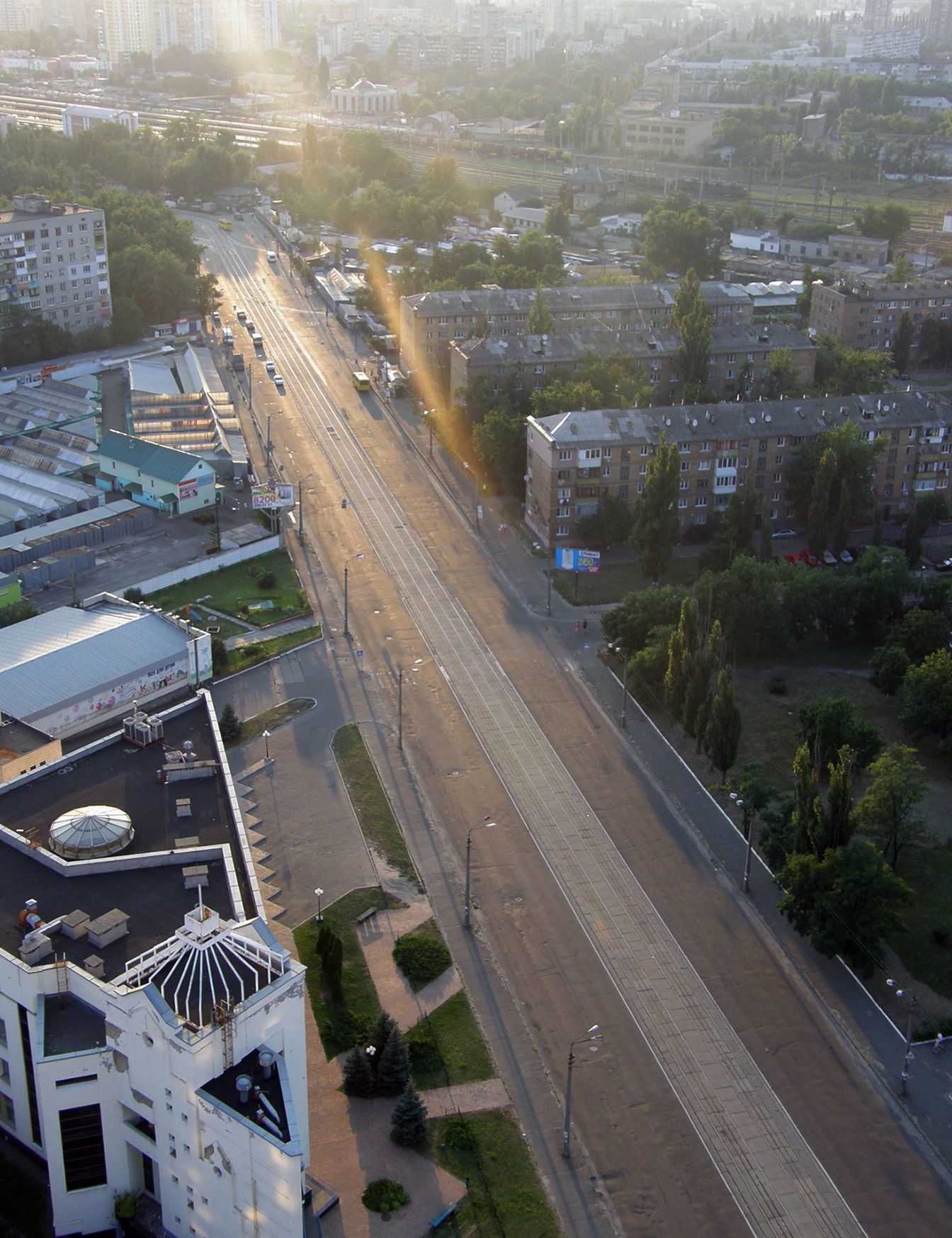
Бориспільська вулиця від початку
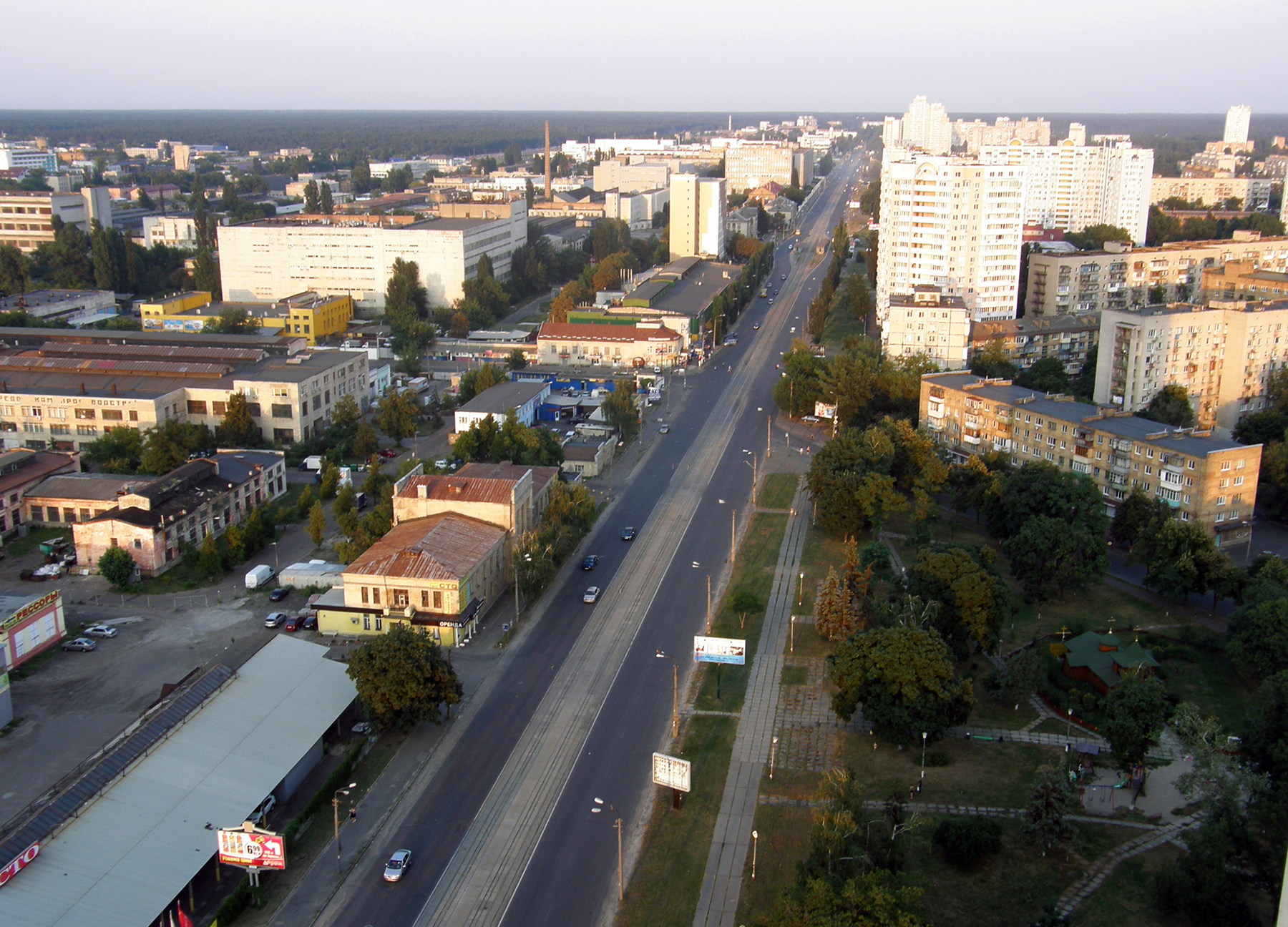
Бориспільська вулиця на схід
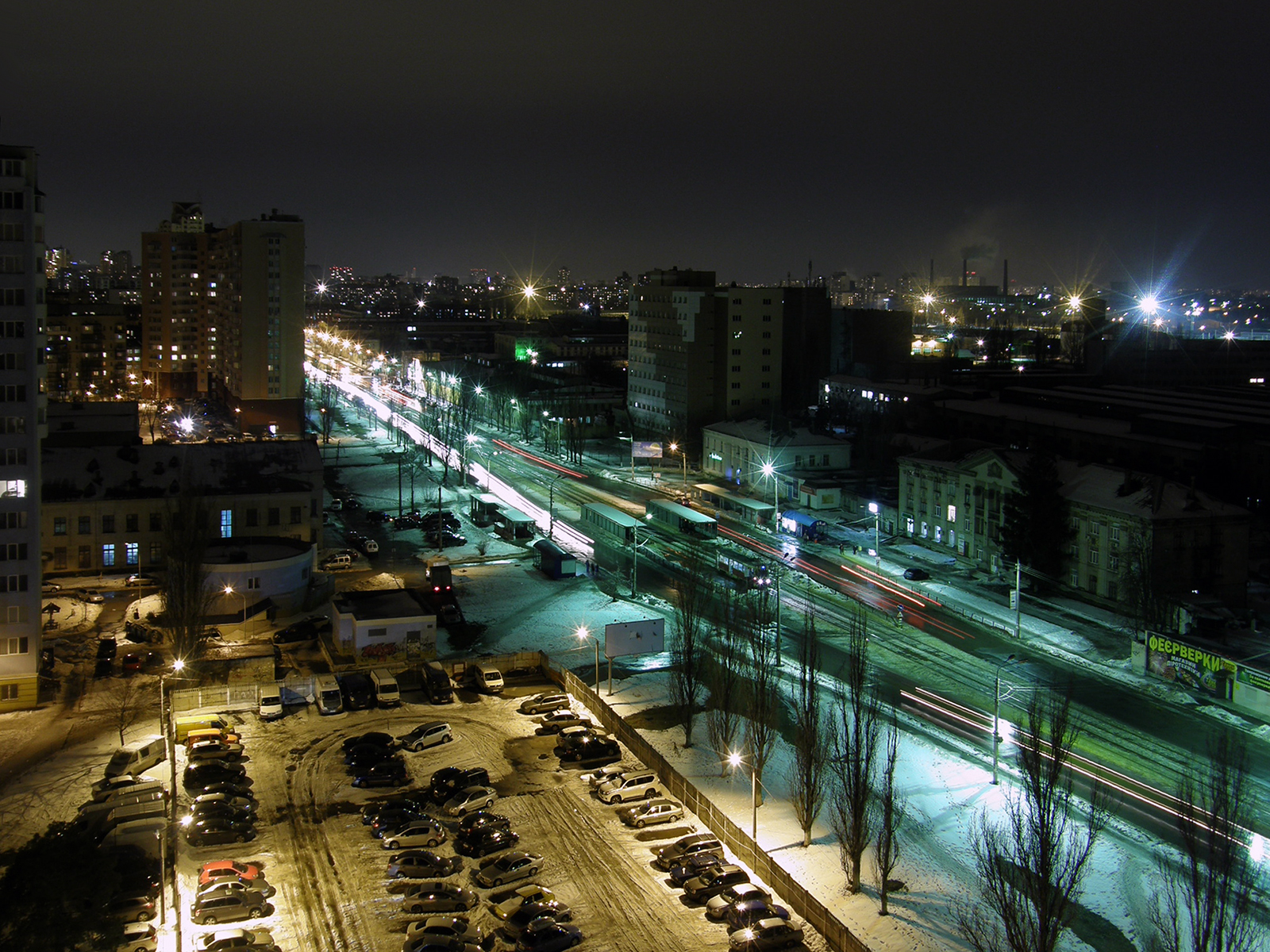
Бориспільська вулиця вздовж Київського радіозаводу
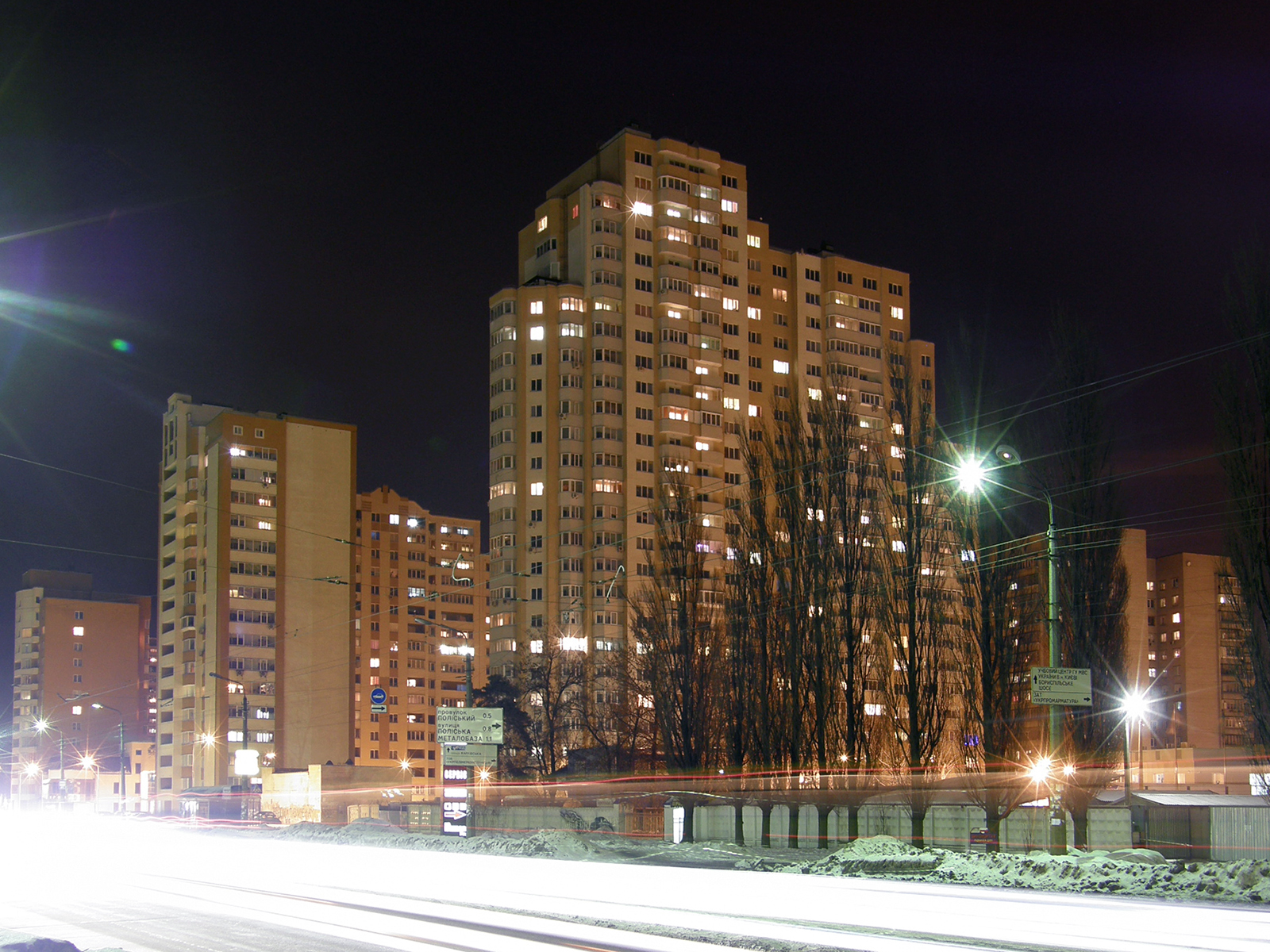
будинки з номерам № 26 — початок району Рембаза
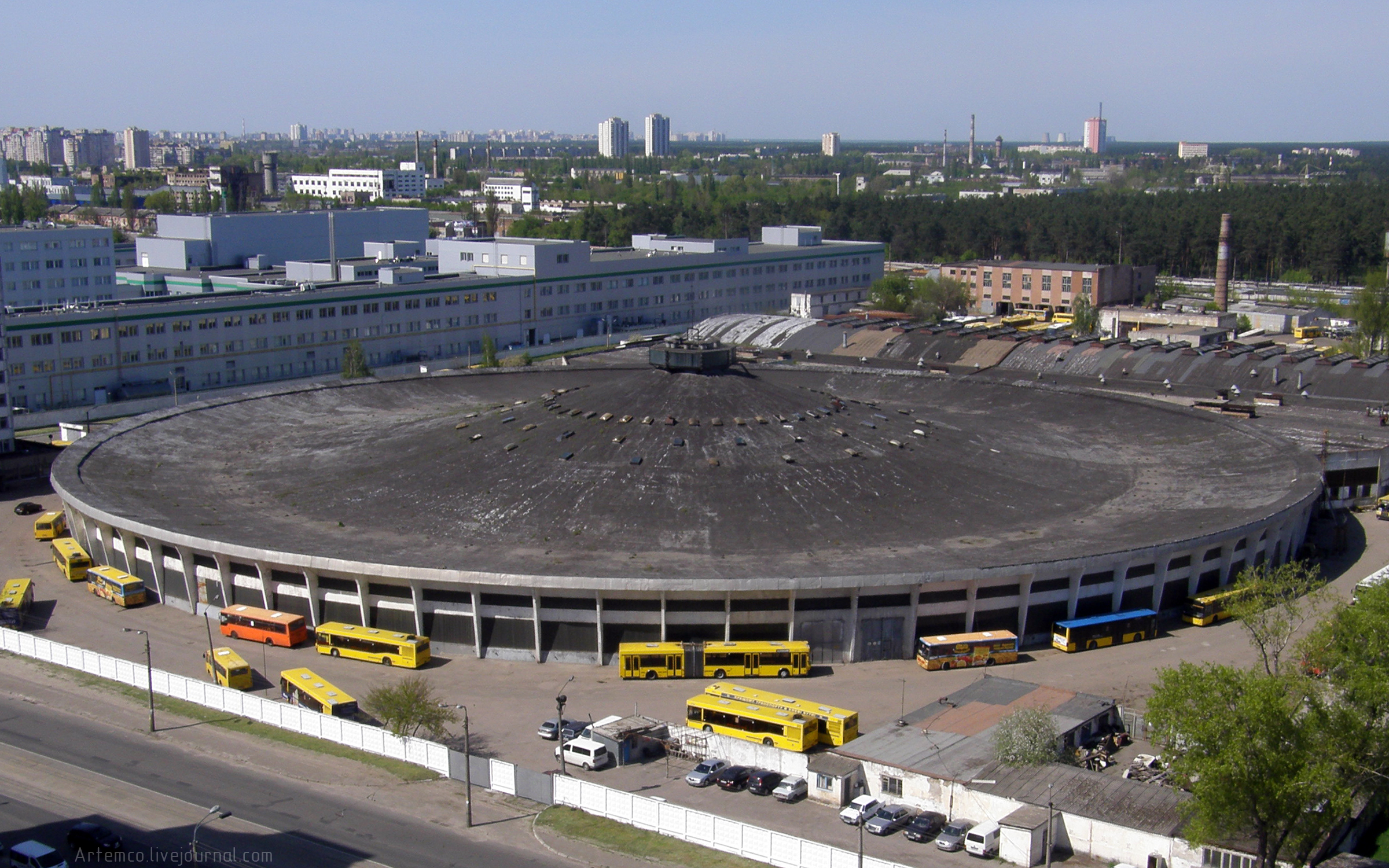
№ 15 – круглий автобусний гараж з оболонковим дахом, 1973–1974
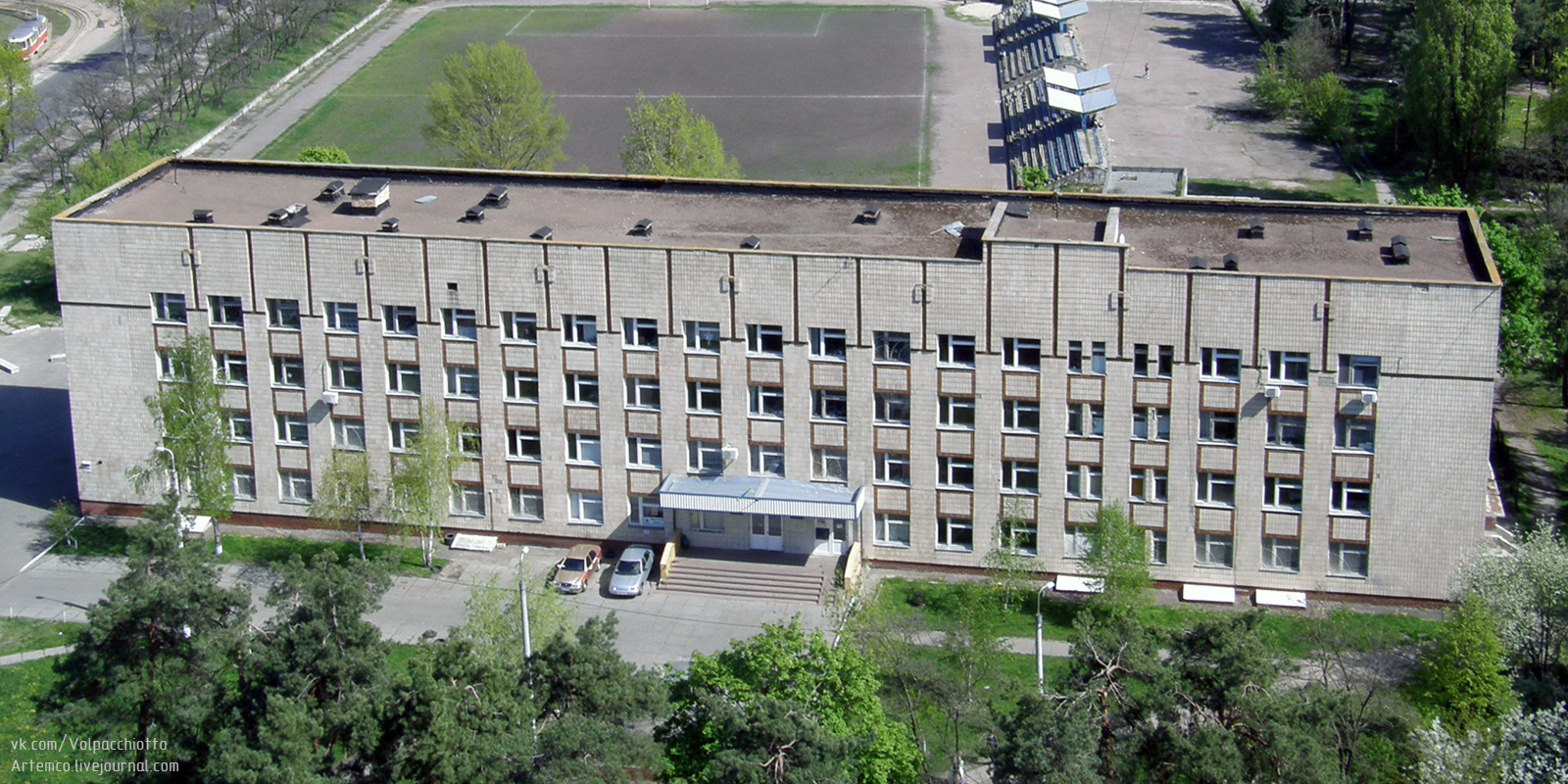
№ 30 – поліклініка № 2 Дарницького району
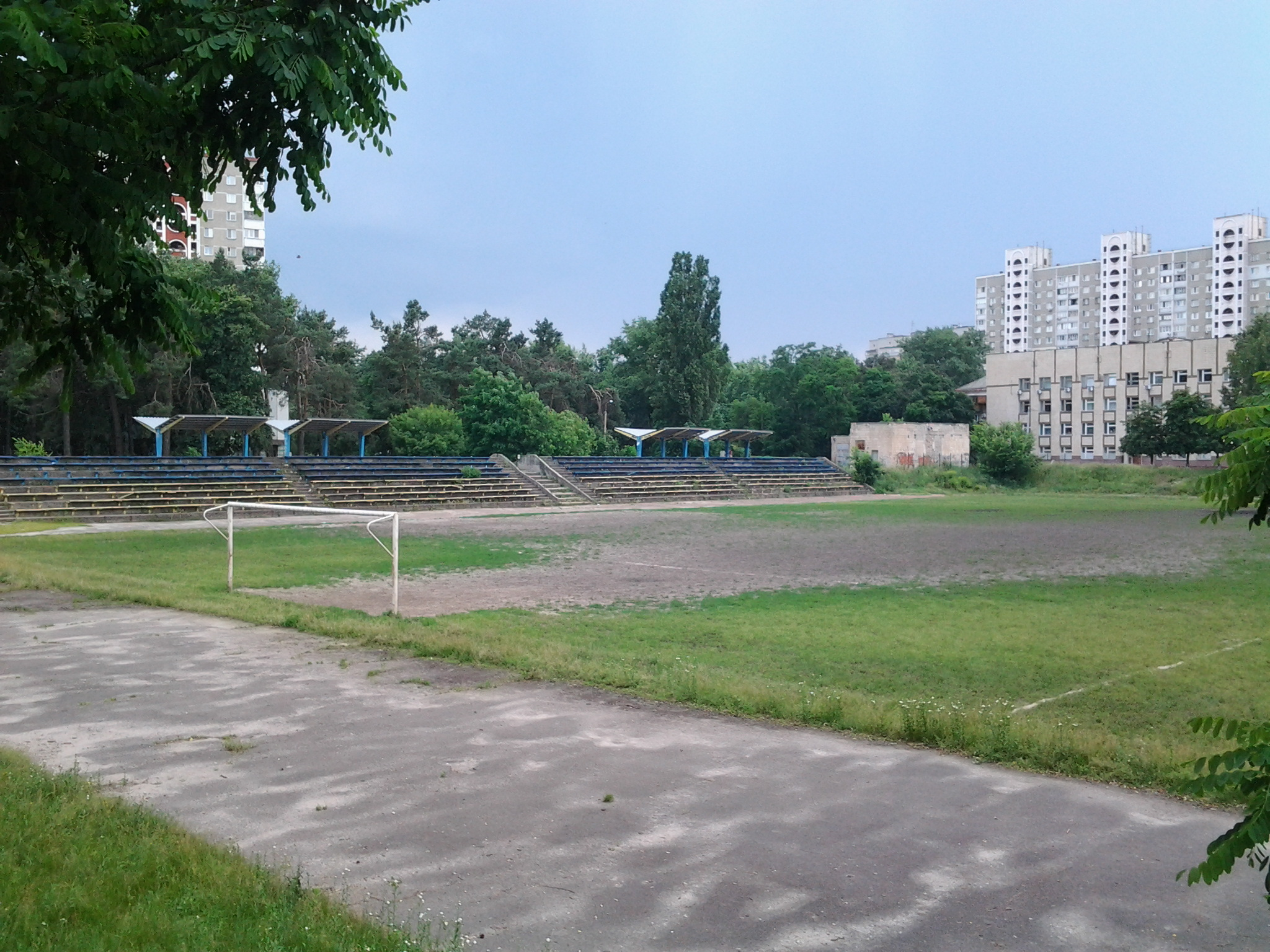
Стадіон «Вимпел»
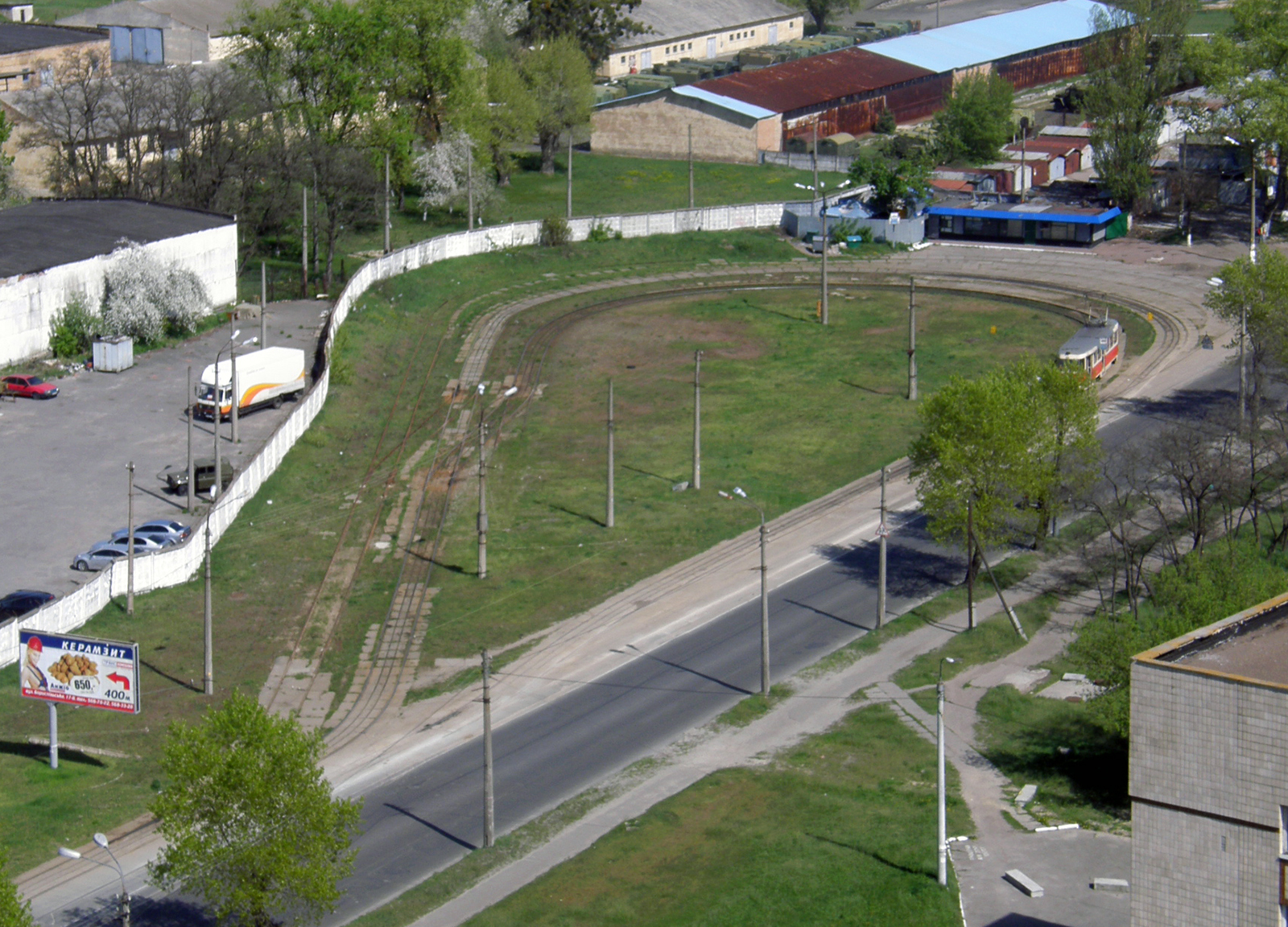
кінцеве кільце трамвайного маршруту № 22